# Orestis Karnezis
Orestis-Spyrido Ioannis Karnezis (griechisch Ορέστης Καρνέζης, * 11. Juli 1985 in Athen, Griechenland) ist ein ehemaliger griechischer Fußballspieler und agierte auf der Position des Torwarts. Er stand zuletzt beim französischen Erstligisten OSC Lille unter Vertrag.

## Karriere
Seine Profikarriere begann Orestis Karnezis bei OFI Kreta, wo er zwischen 2003 und 2007 unter Vertrag stand. Im Juli 2007 wechselte Karnezis, der auch für die griechische Jugendnationalmannschaft aktiv war, zum griechischen Spitzenverein Panathinaikos Athen. Sein Debüt in der höchsten griechischen Spielklasse gab Karnezis am 14. Mai 2008 bei einer Begegnung gegen AEK Athen. Mit dem Hauptstadtklub gewann er 2010 das Double aus Meisterschaft und Pokalsieg. Nach sechs Jahren verließ er Panathinaikos und wechselte zu Udinese Calcio. Der italienische Verein verlieh Karnezis jedoch sofort weiter an den spanischen Erstligisten FC Granada.
Im Sommer 2016 wechselte Karnezis zum FC Watford.
Im Sommer 2018 wechselte Karnezis zur SSC Neapel, wo er als zweiter Torwart immerhin zu neun Einsätzen in der Liga kam. Ende Juli 2020 wechselte er zum OSC Lille. Nach zwei Jahren in Lille als Ersatztorhüter beendete Karnezis im Juli 2022 seine Karriere.

## Erfolge
- Griechischer Meister: 2010
- Griechischer Pokalsieger: 2010
- Französischer Meister: 2021